# Elecciones provinciales de Santa Cruz de 1962
Las elecciones generales de la provincia de Santa Cruz de 1962 tuvieron lugar el 18 de marzo, al mismo tiempo que las elecciones legislativas a nivel nacional. Se realizaron en el marco de la política liberalizadora del presidente Arturo Frondizi, que pretendió permitir que el peronismo (proscrito desde 1955) participara en las elecciones legislativas y provinciales bajo la bandera de distintos partidos. En Santa Cruz, el candidato de la oficialista Unión Cívica Radical Intransigente (UCRI), Raúl Pellón, logró derrotar al peronismo, que se presentó bajo la bandera del Partido Populista con Darío Deocarets como candidato, recibiendo de hecho un poco más de votos que en 1958. En tercer y cuarto lugar quedaron el Movimiento Renovador Radical (otras escisión del radicalismo contraria a la división UCRI-UCRP), y la Unión Cívica Radical del Pueblo (UCRP). La participación electoral fue del 82.50%.
Debido a la victoria de la UCRI, la provincia no fue intervenida por Frondizi, como sí ocurrió con aquellas en las que ganó el peronismo. Sin embargo, Pellón no logró asumir debido al golpe de Estado de 1962, que provocó la anulación de todos los comicios provinciales y legislativos.

## Resultados
|  | 30.82 % |

|  | 24.16 % |

|  | 17.93 % |

|  | 16.54 % |

|  | 5.72 % |

|  | 4.60 % |

|  | 92.14 % |

|  | 3.63 % |

|  | 4.23 % |

|  | 100.00 % |

|  | 82.50 % |